# Katoucha Niane
 Katoucha Niane (* 30. Dezember 1960 in Conakry, Guinea; † vermutlich am 2. Februar 2008 in Paris) war ein französisches Model.

## Leben
Katoucha Niane, Tochter des Bühnenautors und Historikers Djibril Tamsir Niane, musste mit ihrer Familie Guinea verlassen, nachdem ihr Vater bei Präsident Ahmed Sékou Touré in Ungnade gefallen war. Sie lebte zunächst in Mali, dann in Dakar, Senegal. Im Alter von siebzehn Jahren heiratete sie und kam mit ihrem Ehemann nach Europa. Dort wurde sie von Jules-Francois Crahay von Lanvin entdeckt und startete ihre Model-Karriere. Ende der 1980er-Jahre war sie erstmals für Thierry Mugler auf dem Catwalk, später für Christian Lacroix und Paco Rabanne. Sie war eines der ersten dunkelhäutigen, afrikanischen Topmodels und als Katoucha international bekannt und unter anderem Muse des französischen Modeschöpfers Yves Saint Laurent. 1994 beendete sie ihre Model-Karriere.
Die Mutter dreier Kinder, die im Senegal leben, engagierte sich gegen die in afrikanischen Ländern weit verbreitete weibliche Beschneidung. Ihre Erfahrungen mit der Beschneidung weiblicher Genitalien im Alter von neun Jahren dokumentierte sie 2007 in ihrer französischsprachigen Autobiografie Dans ma chair (wörtlich: „In meinem Fleisch“).
Niane verschwand am 1. Februar 2008 auf dem Weg zu ihrem Hausboot am Pariser Seine-Ufer nahe der Brücke Pont Alexandre III und ist vermutlich in der Seine ertrunken. Am 28. Februar 2008 wurde sie an der Brücke Pont du Garigliano tot aufgefunden. Sie starb im Alter von 47 Jahren.

## Schriften
- Katoucha: Dans ma chair. Michel Lafon: Neuilly-sur-Seine Cedex 2007. ISBN 978-2-7499-0666-9[5]